# Une place à prendre (film)
Pour plus de détails, voir Fiche technique et Distribution.
Une place à prendre (Career Opportunities) est un film américain réalisé par Bryan Gordon, sorti en 1991.
Écrit et coproduit par John Hughes, il raconte l'histoire de Jim Dodge (Frank Whaley), un jeune homme mythomane qui décroche un emploi de concierge de nuit dans un supermarché Target local. Lors de sa première nuit de travail, il se retrouve seul avec Josie McClellan (Jennifer Connelly), jeune fille riche mais malheureuse.
Hughes choisit Bryan Gordon pour réaliser son scénario après avoir été impressionné par l'un de ses courts métrages. Le film est tourné dans un magasin situé près d'Atlanta. Il est une déception au box-office avec seulement 11 millions $ de recettes et reçoit des critiques majoritairement négatives. Hughes s'est distancé du résultat final et a tenté de retirer son nom du générique.

## Synopsis
Jim Dodge est un rêveur et un « homme du peuple » autoproclamé, perçu comme paresseux et bon à rien. Après avoir été renvoyé de plusieurs emplois mal payés, Jim se voit offrir par son père, Bud Dodge, le choix entre un emploi chez Target ou un bus pour Saint-Louis.
Jim est engagé comme nettoyeur de nuit chez Target. Lors de son premier jour, Jim est enfermé seul dans le magasin par son patron, le concierge en chef, qui le laisse là jusqu'à la fin de son poste à 7 heures du matin. Il rencontre la belle Josie McClellan, un stéréotype de "fille riche et gâtée" qu'il connaît depuis toujours. Josie a passé les dernières heures à s'endormir dans une cabine d'essayage après avoir renoncé à voler de la marchandise dans une tentative timide de fuir son père violent, Roger Roy McClellan.
Josie et Jim commencent à se rapprocher l'un de l'autre, réalisant qu'ils ne sont pas si différents. Ils commencent à nouer une relation amoureuse et profitent de la liberté d'avoir un si grand magasin pour eux seuls. Josie, qui a 52 000 dollars dans son sac à main, convainc Jim de s'enfuir avec elle en Californie dès qu'ils sortent du magasin le matin. Pendant ce temps, Roger fait équipe toute la nuit avec le shérif de la ville pour rechercher sa fille en fuite.
Les choses se compliquent lorsque deux escrocs incompétents, Nestor Pyle et Gil Kinney, entrent par effraction et prennent Josie et Jim en otage. Josie finit par séduire l'un des escrocs et le convaincre de l'emmener avec eux après avoir dévalisé le magasin. Pendant que les malfaiteurs chargent la marchandise volée dans leur voiture, Josie saute sur le siège avant et s'en va, laissant les deux hommes bloqués sur le parking. Pendant ce temps, dans le bâtiment, Jim charge un fusil de chasse trouvé dans le casier du concierge principal et piège Nestor et Gil en les attirant à l'arrière du magasin et en les tenant en joue.
Au matin, le shérif arrive et tombe sur les deux escrocs, qui ont été ligotés par Jim. Jim et Josie s'enfuient et sont ensuite vus en train de se prélasser au bord d'une piscine à Hollywood.

## Fiche technique
- Titre : Une place à prendre
- Titre original : Career Opportunities
- Réalisation : Bryan Gordon
- Scénario : John Hughes
- Musique : Thomas Newman
- Photographie : Donald McAlpine
- Montage : Glenn Farr et Peck Prior
- Production : John Hughes et Hunt Lowry
- Sociétés de production : Hughes Entertainment et Universal Pictures
- Société de distribution : Universal Pictures
- Pays :  États-Unis
- Langue : Anglais
- Format : Couleur - Dolby - 35 mm - 2.35:1
- Genre : Comédie romantique
- Durée : 83 minutes
- Dates de sortie : 
  - États-Unis : 29 mars 1991
  - Brésil : 11 juillet 1991
  - Japon : 3 octobre 1992
  - France : 21 avril 1993

## Distribution
- Frank Whaley (VF : Cédric Dumond) : Jim Dodge
- Jennifer Connelly (VF : Valérie Siclay) : Josie McClellan
- Dermot Mulroney (VF : Emmanuel Karsen) : Nestor Pyle
- Kieran Mulroney (VF : Jérôme Rebbot) : Gil Kinney
- Barry Corbin (VF : Yves Barsacq) : l'officier Don
- John M. Jackson (VF : Daniel Russo) : Bud Dodge
- Noble Willingham (VF : Jean-Claude Michel) : Roger Roy McClellan
- Jenny O'Hara : Dotty Dodge
- William Forsythe (VF : Michel Vigné) : le gardien du supermarché
- John Candy (VF : Jean-Claude Donda) : C. D. Marsh (non crédité)